# Olivier Boscagli
Olivier Maxime Boscagli (* 18. November 1997 in Monaco) ist ein französischer Fußballspieler, der aktuell bei Brighton & Hove Albion in der Premier League spielt.

## Karriere

### Verein
Boscagli begann seine fußballerische Ausbildung im Oktober 2003 bei der AS Beausoleil in Beausoleil, direkt an seinem Geburtsland Monaco angrenzend. Von Juli bis Oktober 2011 spielte er kurze Zeit in der Jugend des OGC Nizza, wohin er im Sommer 2013 fest wechselte. Ab dem Jahr 2014 lief er neben Juniorenspielen auch schon bei der Zweitmannschaft in der National 2 auf. Am 25. April 2015 gab er für die Profis gegen Stade Rennes bei einer 1:2-Niederlage sein Debüt in der Ligue 1. Insgesamt spielte er in der Saison 2014/15 zweimal in der Liga und stand größtenteils noch im Kader der viertklassigen Zweitvertretung. Am 18. Dezember 2015 (19. Spieltag) schoss er gegen den HSC Montpellier sein erstes Tor und den entscheidenden 1:0-Siegtreffer. In der gesamten Saison 2015/16 spielte er elf Ligue-1-Partien, wobei er dieses eine Tor schoss. Am 24. November 2016, dem vorletzten Spieltag der UEFA Europa League der darauffolgenden Saison, debütierte er in der Startelf stehend gegen den FC Schalke 04 auf internationaler Ebene. 2016/17 kam er auf nur ein Ligaeinsatz, zwei Europa-League-Spiele und eine Ligapokalpartie. Nach den ersten drei Spieltagen wurde er für die gesamte Saison 2017/18 an den Zweitligisten Olympique Nîmes verliehen. Dort war er als linker Außenverteidiger gesetzt und spielte 28 Mal in der Ligue 2. Nach seiner Rückkehr lief er 2018/19 bei Nizza in 14 Erstligaspielen auf und in je einem Spiel in den Pokalwettbewerben.
Im Sommer 2019 wechselte er für eine Ablösesumme von zwei Millionen Euro in die Niederlande zu PSV Eindhoven. In seiner ersten Saison 2019/20 im Ausland spielte er zwölfmal in der Liga und absolvierte zwei Europa-League-Partien. Zur Saison 2020/21 wurde er zum Stammspieler bei der PSV und traf zweimal in 30 Meisterschaftseinsätzen. Zudem spielte er in allen acht Europa-League-Spielen bis zum Ausscheiden in der Zwischenrunde. Nach Ende der Saison verlängerte er seinen Vertrag bis Juni 2025. 2021/22 traf er viermal in 28 Ligaspielen, wurde mit dem Verein Pokalsieger und spielte international insgesamt 14 Partien. Mit dem Team schied man nach der Champions-League-Qualifikation und dem dritten Platz in der Europa-League-Gruppe im Conference-League-Viertelfinale gegen Leicester City aus. Gegen Ende der Spielzeit zog er sich allerdings eine schwere Knieverletzung zu und fiel bis Februar 2023 aus. Im Rest der Saison 2022/23 spielte er noch sieben Ligaspiele mit einem Tor und ein Pokalspiel, den seinem Mannschaft erneut gewann. Nach der erfolgreichen Champions-League-Qualifikation im Anschluss debütierte er am ersten Spieltag der Gruppenphase in der Startelf bei einer 0:4-Niederlage gegen den FC Arsenal in der Königsklasse. Boscagli spielte in sieben der acht Champions-League-Spiele und konnte mit drei Toren und vier Vorlagen in 33 der 34 Ligaspiele zum Meisterschaftsgewinn der PSV beitragen.
Zur Saison 2025/26 wechselte Boscagli ablösefrei zum englischen Erstligisten Brighton & Hove Albion. Er unterschrieb dort einen Fünfjahresvertrag.

### Nationalmannschaft
Er war zwischen 2014 und 2018 französischer Nationalspieler verschiedener französischer Juniorenteams. Mit der U19-Nationalmannschaft gewann er im Juli 2016 die U19-EM, wobei er zweimal eingesetzt wurde. Im Jahr darauf nahm er mit dem U20-Team an der U20-WM 2017 teil und lief dort in drei von vier Partien auf bis man im Achtelfinale an Italien scheiterte.

## Erfolge
PSV Eindhoven
- Niederländischer Meister: 2024
- Niederländischer Pokalsieger: 2022, 2023
- Niederländischer Supercupsieger: 2021, 2022, 2023

Nationalmannschaft
- U19-Europameister: 2016